# Reserva de la Marina dels Estats Units
La Reserva de la Marina dels Estats Units (USNR en les sigles en anglès), coneguda com la Reserva Naval dels Estats Units del 1915 al 2005, és un component de reserva de la Marina dels Estats Units. Els membres de la Reserva de la Marina, anomenats reservistes, estan allistats a la Reserva Seleccionada (SELRES), la Reserva Individual Llesta (IRR), el Suport a Temps Complet (FTS) i el programa Reserva Retirada.